# Kê Long Tiên Nữ Truyện
Kê Long Tiên Nữ Truyện (tiếng Hàn: 계룡선녀전; Romaja: Gyeryongsunnyeojeon) là một phim truyền hình Hàn Quốc năm 2018 với diễn viên Moon Chae-won, Yoon Hyun-min, Seo Ji-hoon và Kang Mi-na. Nó được dựa trên một câu chuyện cùng tên trên webtoon của Dol Bae được phát hành lần đầu trên Naver Webtoon vào năm 2017. Phim được phát sóng trên tvN từ ngày 5 tháng 11 năm 2018.

## Nội dung
Câu chuyện xoay quanh một tiên nữ trong dung mạo lão bà đã sống 699 năm từ thời Cao Ly, vì bị mất chiếc áo tiên nên không thể bay về trời. Cô kết hôn cùng chàng tiều phu và có hai người con, tuy nhiên không lâu sau đó chồng cô không may qua đời. Sau đó dù cô có tìm kiếm thế nào cô cũng không thể tìm ra được áo tiên để bay về trời nữa cô nên đành đợi chồng mình luân hồi chuyển kiếp để tìm lại . Ở thế giới hiện tại, cô là một người pha chế cà phê sống cùng con trai và con gái, đồng thời vướng vào chuyện tình tay ba với giáo sư đại học Jung Yi-hyun cùng chàng sinh viên cao học Kim Geum . Liệu ai trong hai người mới là chuyển kiếp của chồng cô? Chúng ta hãy cùng đón xem

## Diễn viên

### Chính
- Moon Chae-won vai Sun Ok-nam[5]
  - Go Doo-shim vai Sun Ok-nam lúc già[6]

Một tiên nữ đã sống 699 năm hiện đang là một pha chế, và có khả năng nói chuyện với thực vật. Cô xuất hiện với vẻ ngoài của một bà lão, nhưng chỉ có vài người mới thấy được vẻ đẹp của cô.
- Yoon Hyun-min vai Jung Yi-hyun / tiều phu Bausae (?)[7]

Giáo sư vật lý. Một trong những người được nghi vấn là người chồng luân hồi của Ok-nam, cũng là người liên tục ngủ mơ thấy cuộc sống 699 năm về trước của Ok Nam.
- Seo Ji-hoon vai Kim Geum / tiều phu Babase (?)[8]

Sinh viên tốt nghiệp trường đại học Lee Won, ngành vật lý, hiện đang theo học cao học và là bạn sống cùng nhà với giáo sư Yi Hyun. Một trong những người được nghi vấn là người chồng luân hồi của Ok-nam. Anh có khả năng nói chuyện với động vật.
- Kang Mi-na vai Jum Soon-yi[9]

Con gái của Sun Ok-nam, được chuyển kiếp thành một con hổ tiến hoá thành người qua tu luyện. Cô là một tiểu thuyết gia viết truyện đăng mạng.

### Vai phụ

#### Vị thần
- Ahn Young-mi vai Jo Bong-dae[10]

Một vị thần giám hộ quản lý tiệm cà phê ở đại học Lee Won.
- Ahn Gil-kang vai sư phụ Gu[11]

Một vị thần bồ câu đã mất khả năng bay.
- Kim Min-kyu vai Park Shin-seon[11]

Vị thần phép thuật.
- Hwang Young-hee vai thần Oh[11]: một tiên nữ đã bị một tên trộm đánh cắp mất bộ cánh nên không thể trở về trời
- Im Ha-ryong vai Vua Bukdu[12]

#### Đại học Lee Won
- Jeon Soo-jin vai Lee Ham-sook[13]

Giáo sư đại học Lee Won. Bác sĩ tâm thần và là bạn thân của Jung Yi-hyun, người có tình cảm đơn phương với anh.
- Yoo Jung-woo vai Eum Kyung-sul[14]

Đạo diễn phim đầy tham vọng. Người có tình cảm với Jeom Soon.
- Yoo Ah-reum vai Ahn Jung-min[15]

Sinh viên tốt nghiệp đại học Lee Won, ngành vật lý, bạn cùng nhóm nghiên cứu với Kim Geum và là một học trò của GS Jung Yi Hyun.
- Ahn Seung-kyun vai Oh Kyung-sik[16]

Sinh viên tốt nghiệp đại học Lee Won, ngành vật lý, bạn cùng nhóm nghiên cứu với Kim Geum và là một học trò của GS Jung Yi Hyun
- Yum Dong-hun vai giáo sư Park

Đối thủ của Jung Yi-hyun, người nổi tiếng keo kiệt bủn xỉn và chuyên làm khó nhóm của Yi Hyun.

##### Khác
- Yoo In-soo[17]
- Han Da-hee vai mối tình đầu của Jung Yi-hyun[18]
- Baek Hyun-joo vai mẹ của Kim Geum

## Nhạc phim

### Phần 1
| Phát hành ngày 13 tháng 11 năm 2018 | Phát hành ngày 13 tháng 11 năm 2018 | Phát hành ngày 13 tháng 11 năm 2018 | Phát hành ngày 13 tháng 11 năm 2018 | Phát hành ngày 13 tháng 11 năm 2018 | Phát hành ngày 13 tháng 11 năm 2018 |
| STT                                 | Nhan đề                             | Phổ lời                             | Phổ nhạc                            | Ca sĩ                               | Thời lượng                          |
| ----------------------------------- | ----------------------------------- | ----------------------------------- | ----------------------------------- | ----------------------------------- | ----------------------------------- |
| 1.                                  | "With Coffee"                       | Park Geun-chul DANI                 | Lee Sang-hoon Lee Jong-hoon         | HOONS                               | 03:16                               |
| 2.                                  | "With Coffee" (Inst.)               |                                     | Lee Sang-hoon Lee Jong-hoon         |                                     | 03:16                               |
| Tổng thời lượng:                    | Tổng thời lượng:                    | Tổng thời lượng:                    | Tổng thời lượng:                    | Tổng thời lượng:                    | 06:32                               |

### Phần 2
| Phát hành ngày 20 tháng 11 năm 2018 | Phát hành ngày 20 tháng 11 năm 2018 | Phát hành ngày 20 tháng 11 năm 2018 | Phát hành ngày 20 tháng 11 năm 2018 | Phát hành ngày 20 tháng 11 năm 2018 | Phát hành ngày 20 tháng 11 năm 2018 |
| STT                                 | Nhan đề                             | Phổ lời                             | Phổ nhạc                            | Ca sĩ                               | Thời lượng                          |
| ----------------------------------- | ----------------------------------- | ----------------------------------- | ----------------------------------- | ----------------------------------- | ----------------------------------- |
| 1.                                  | "Peach Paradise"                    | Park Geun-chul DANI                 | D.SOUL                              | Mina (Gugudan)                      | 03:31                               |
| 2.                                  | "Peach Paradise" (Inst.)            |                                     | D.SOUL                              |                                     | 03:31                               |
| Tổng thời lượng:                    | Tổng thời lượng:                    | Tổng thời lượng:                    | Tổng thời lượng:                    | Tổng thời lượng:                    | 07:02                               |

### Phần3
| Phát hành ngày 27 tháng 11 năm 2018 | Phát hành ngày 27 tháng 11 năm 2018        | Phát hành ngày 27 tháng 11 năm 2018 | Phát hành ngày 27 tháng 11 năm 2018 | Phát hành ngày 27 tháng 11 năm 2018 | Phát hành ngày 27 tháng 11 năm 2018 |
| STT                                 | Nhan đề                                    | Phổ lời                             | Phổ nhạc                            | Ca sĩ                               | Thời lượng                          |
| ----------------------------------- | ------------------------------------------ | ----------------------------------- | ----------------------------------- | ----------------------------------- | ----------------------------------- |
| 1.                                  | "Deer's Tears (feat. SAya!)" (사슴의 눈물) | Park Geun-chul Jung Su-min DANI     | Park Geun-chul Jung Su-min          | Monday Kiz                          | 04:15                               |
| 2.                                  | "Deer's Tears (feat. SAya!)" (Inst.)       |                                     | Park Geun-chul Jung Su-min          |                                     | 04:15                               |
| Tổng thời lượng:                    | Tổng thời lượng:                           | Tổng thời lượng:                    | Tổng thời lượng:                    | Tổng thời lượng:                    | 08:30                               |

## Đánh giá
Trong bảng bên dưới, số màu xanh thể hiện cho đánh giá thấp và số màu đỏ thể hiện cho đánh giá cao.
| Tập        | Ngày phát sóng       | Lượt xem trung bình | Lượt xem trung bình |
| Tập        | Ngày phát sóng       | AGB Nielsen Ratings | AGB Nielsen Ratings |
| Tập        | Ngày phát sóng       | Toàn quốc           | Seoul               |
| ---------- | -------------------- | ------------------- | ------------------- |
| 1          | 05 tháng 11 năm 2018 | 5.628%              | 6.214%              |
| 2          | 06 tháng 11 năm 2018 | 4.992%              | 5.727%              |
| 3          | 12 tháng 11 năm 2018 | 3.140%              | 2.987%              |
| 4          | 13 tháng 11 năm 2018 | 4.157%              | 4.425%              |
| 5          | 19 tháng 11 năm 2018 | 3.371%              | 3.588%              |
| 6          | 20 tháng 11 năm 2018 | 3.579%              | 3.835%              |
| 7          | 26 tháng 11 năm 2018 | 3.300%              | 3.716%              |
| 8          | 27 tháng 11 năm 2018 | 3.481%              | 4.169%              |
| 9          | 3 tháng 12 năm 2018  | 3.576%              | 3.947%              |
| 10         | 4 tháng 12 năm 2018  | 3.889%              | 4.083%              |
| 11         | 10 tháng 12 năm 2018 | 3.004%              | 3.581%              |
| 12         | 11 tháng 12 năm 2018 | 3.330%              | 3.486%              |
| 13         | 17 tháng 12 năm 2018 | 3.683%              | 4.222%              |
| 14         | 18 tháng 12 năm 2018 | 3.862%              | 4.386%              |
| 15         | 24 tháng 12 năm 2018 | 3.698%              | 4.029%              |
| 16         | 25 tháng 12 năm 2018 | 3.787%              | 3.587%              |
| Trung bình | Trung bình           | 3.780%              | 4.124%              |

- Bộ phim này được phát sóng trên kênh truyền hình cáp/trả phí nên số lượng người xem thấp hơn so với truyền hình miễn phí (KBS, SBS, MBC và EBS).

## Liên kết
- Website chính thức (tiếng Hàn)
- Tale of Fairy Lưu trữ ngày 1 tháng 12 năm 2018 tại Wayback Machine tại Studio Dragon (tiếng Hàn)
- Tale of Fairy tại JS Pictures (tiếng Hàn)
- Kê Long Tiên Nữ Truyện trên HanCinema

| tvN: Phim truyền hình thứ Hai-thứ Ba                   | tvN: Phim truyền hình thứ Hai-thứ Ba         | tvN: Phim truyền hình thứ Hai-thứ Ba       |
| ------------------------------------------------------ | -------------------------------------------- | ------------------------------------------ |
| Chương trình trước                                     | Kê Long Tiên Nữ Truyện (5 tháng 11 năm 2018) | Chương trình kế tiếp                       |
| Lang quân 100 ngày (10 tháng 9 – 30 tháng 10 năm 2018) | Kê Long Tiên Nữ Truyện (5 tháng 11 năm 2018) | The Man Who Became King (tháng 1 năm 2019) |